# Championnat du Soudan du Sud féminin de football
Le Championnat du Soudan du Sud féminin de football est une compétition de football féminin créée en 2021 opposant les meilleurs clubs du Soudan du Sud.

## Histoire
La première édition du championnat du Soudan du Sud féminin de football est inaugurée en 2021, le match inaugural ayant lieu le 20 février à Djouba entre les Juba Super Stars et les Aweil Women (victoire des Juba Super Stars sur le score de 2-0). Huit clubs participent à cette première édition : les Juba Super Stars, les Yei Joint Stars, le Yambio Women FC, les Aweil Women, les Kuajok Women, les Wau Women, les Torit Women et le Bentiu United.

## Palmarès
| Saison    | Vainqueur          | Vice-champion  | Troisième     |
| --------- | ------------------ | -------------- | ------------- |
| 2021      | Yei Joint Stars FC | Torit Women FC | Bentiu United |
| 2022      | Yei Joint Stars FC | Munuki WFC     | Nahar Lol     |
| 2023-2024 | ???                | ???            | ???           |
| 2025      | Yei Joint Stars FC |                |               |